# Köveskút
Köveskút Salfával 1935-ben Salköveskút néven egyesült egykori község, ma Vas vármegye Szombathelyi járásában található.
Szombathelytől 10 km-re északkeletre fekszik.
Neve köveskút (kővel kirakott kút), egykori jellegzetes kútjára utalhat. Köveskutat 1263-ban Kueskut néven említik először. Területén egykor erődítmény állott, birtokosa a Szegedy család volt.
1910-ben Köveskútnak 509 lakosa volt.
Mihály arkangyalnak szentelt római katolikus temploma 1876-ban épült, barokk stílusú, benne 18. századi Madonna-szoborral.